# Kielce
Kielce ([ˈkjεlʦε]ⓘ) es una ciudad de Polonia situada en el voivodato de Świętokrzyskie. Tiene una población estimada, a mediados de 2023, de 183 147 habitantes.
Es la capital del voivodato
Está situada en las montañas de Santa Cruz, a orillas del río Silnica.

## Demografía

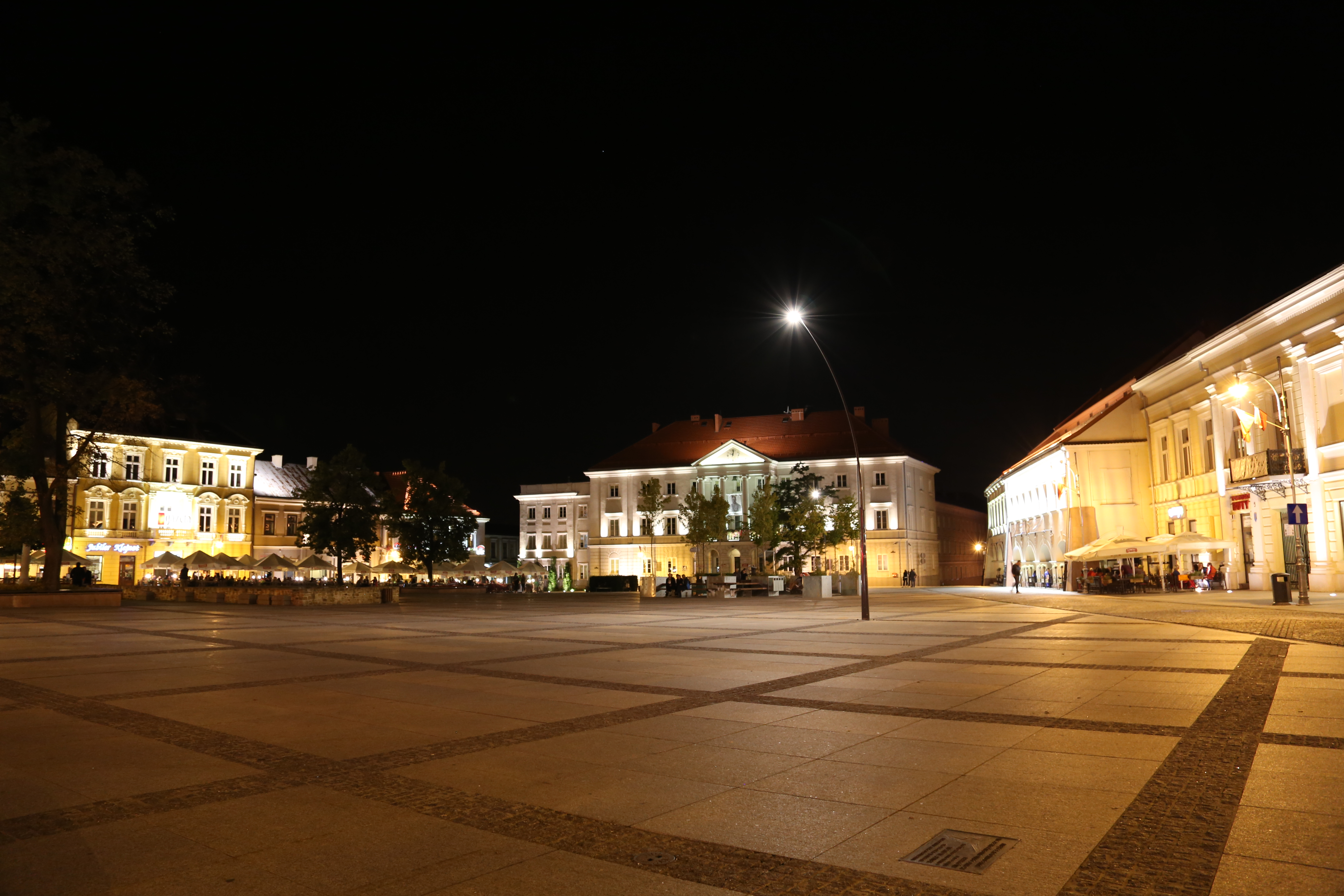
Plaza del Mercado por la noche.

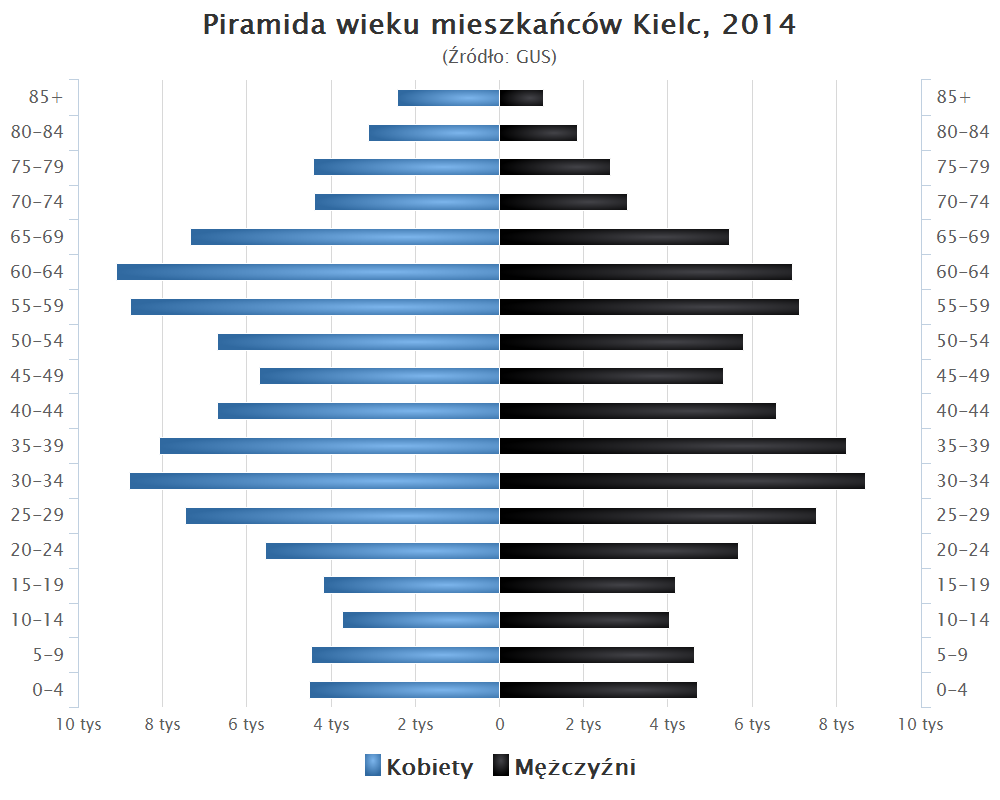
Pirámide de población de Kielce en 2014. En azul, las mujeres; en negro, los hombres.

## Clima
| Parámetros climáticos promedio de Kielce (1991-2020) | Parámetros climáticos promedio de Kielce (1991-2020) | Parámetros climáticos promedio de Kielce (1991-2020) | Parámetros climáticos promedio de Kielce (1991-2020) | Parámetros climáticos promedio de Kielce (1991-2020) | Parámetros climáticos promedio de Kielce (1991-2020) | Parámetros climáticos promedio de Kielce (1991-2020) | Parámetros climáticos promedio de Kielce (1991-2020) | Parámetros climáticos promedio de Kielce (1991-2020) | Parámetros climáticos promedio de Kielce (1991-2020) | Parámetros climáticos promedio de Kielce (1991-2020) | Parámetros climáticos promedio de Kielce (1991-2020) | Parámetros climáticos promedio de Kielce (1991-2020) | Parámetros climáticos promedio de Kielce (1991-2020) |
| Mes                                                  | Ene.                                                 | Feb.                                                 | Mar.                                                 | Abr.                                                 | May.                                                 | Jun.                                                 | Jul.                                                 | Ago.                                                 | Sep.                                                 | Oct.                                                 | Nov.                                                 | Dic.                                                 | Anual                                                |
| ---------------------------------------------------- | ---------------------------------------------------- | ---------------------------------------------------- | ---------------------------------------------------- | ---------------------------------------------------- | ---------------------------------------------------- | ---------------------------------------------------- | ---------------------------------------------------- | ---------------------------------------------------- | ---------------------------------------------------- | ---------------------------------------------------- | ---------------------------------------------------- | ---------------------------------------------------- | ---------------------------------------------------- |
| Temp. máx. abs. (°C)                                 | 13.4                                                 | 18.4                                                 | 23.7                                                 | 29.7                                                 | 33.4                                                 | 34.6                                                 | 36.6                                                 | 36.4                                                 | 35.0                                                 | 26.3                                                 | 20.0                                                 | 16.5                                                 | 36.6                                                 |
| Temp. máx. media (°C)                                | 0.8                                                  | 2.6                                                  | 7.4                                                  | 14.4                                                 | 19.4                                                 | 22.7                                                 | 24.9                                                 | 24.6                                                 | 19.0                                                 | 13.1                                                 | 6.6                                                  | 1.9                                                  | 13.1                                                 |
| Temp. media (°C)                                     | -2.2                                                 | -1.1                                                 | 2.5                                                  | 8.4                                                  | 13.4                                                 | 16.9                                                 | 18.7                                                 | 18.2                                                 | 13.2                                                 | 8.1                                                  | 3.3                                                  | -0.9                                                 | 8.2                                                  |
| Temp. mín. media (°C)                                | -5.1                                                 | -4.4                                                 | -1.7                                                 | 2.7                                                  | 7.4                                                  | 11.0                                                 | 12.9                                                 | 12.3                                                 | 8.2                                                  | 4.0                                                  | 0.3                                                  | -3.6                                                 | 3.7                                                  |
| Temp. mín. abs. (°C)                                 | -33.9                                                | -31.0                                                | -27.5                                                | -9.4                                                 | -4.6                                                 | -1.3                                                 | 2.9                                                  | 0.3                                                  | -4.5                                                 | -8.7                                                 | -18.0                                                | -26.9                                                | -33.9                                                |
| Precipitación total (mm)                             | 37.3                                                 | 34.0                                                 | 40.2                                                 | 39.5                                                 | 70.1                                                 | 70.2                                                 | 94.3                                                 | 67.6                                                 | 55.1                                                 | 45.2                                                 | 40.2                                                 | 37.4                                                 | 631.1                                                |
| Nevadas (cm)                                         | 179.8                                                | 178.7                                                | 80.9                                                 | 5.4                                                  | 0                                                    | 0                                                    | 0                                                    | 0                                                    | 0                                                    | 2.3                                                  | 23.1                                                 | 37.4                                                 | 507.6                                                |
| Días de lluvias (≥ 1 mm)                             | 9.3                                                  | 8.5                                                  | 9.4                                                  | 7.5                                                  | 9.8                                                  | 9.4                                                  | 11.1                                                 | 8.7                                                  | 8.2                                                  | 8.2                                                  | 8.1                                                  | 9.0                                                  | 107.2                                                |
| Días de nevadas (≥ 1 mm)                             | 17.8                                                 | 16.2                                                 | 7.0                                                  | 1.1                                                  | 0                                                    | 0                                                    | 0                                                    | 0                                                    | 0                                                    | 0.4                                                  | 4.6                                                  | 11.3                                                 | 58.4                                                 |
| Horas de sol                                         | 55.8                                                 | 71.3                                                 | 126.2                                                | 181.4                                                | 228.2                                                | 232.4                                                | 241.3                                                | 238.9                                                | 162.2                                                | 112.8                                                | 56.1                                                 | 45.2                                                 | 1751.8                                               |
| Humedad relativa (%)                                 | 87.4                                                 | 84.4                                                 | 78.4                                                 | 71.6                                                 | 73.2                                                 | 73.7                                                 | 74.2                                                 | 74.8                                                 | 80.7                                                 | 84.9                                                 | 89.2                                                 | 89.4                                                 | 80.2                                                 |
| Fuente: meteomodel.pl                                |                                                      |                                                      |                                                      |                                                      |                                                      |                                                      |                                                      |                                                      |                                                      |                                                      |                                                      |                                                      |                                                      |

## Arquitectura

Plano del centro de Kielce.

### Calles
La principal arteria de Kielce es la calle Sienkiewicz, una calle peatonal nombrada en honor al escritor Henryk Sienkiewicz. En uno de sus extremos se encuentra una estatua en honor del escritor y de su obra Quo Vadis?, y desde ahí baja hasta la estación de tren de Kielce.
Como ocurre en muchas ciudades centroeuropeas, en el centro de Kielce se encuentra la plaza del Mercado, un espacio amplio que data del siglo XVIII.
En la plaza de los Artistas (en polaco Plac Artystów) tienen lugar exposiciones al aire libre en los meses más cálidos.

### Palacios
- Palacio de los Obispos de Cracovia (en polaco, Pałac Biskupów Krakowskich), residencia de verano de los obispos de Cracovia de estilo barroco, construido entre 1637 y 1641. Alberga un museo con importantes cuadros de artistas polacos.
- Palacio de Tomasz Zieliński (1846-1858).
- Casa solariega de la familia Laszczyk (en polaco, Dworek Laszczyków)

### Iglesias

#### Iglesias católicas
- Basílica-Catedral de la Asunción, iglesia inicialmente románica fundada en 1171 por el obispo Gedeón. Fue posteriormente reconstruida y ampliada en 1632-1635 en un estilo barroco.
- Iglesia de la Sagrada Trinidad (en polaco, Kościół Świętej Trójcy) (1640-1644).
- Iglesia de San Adalberto (en polaco, Kościół św. Wojciecha), del siglo XVIII.
- Iglesia de la Santa Cruz (en polaco, Kościół Świętego Krzyża), iglesia de estilo neogótico construida entre 1904 y 1913.

#### Iglesias de otras confesiones
- Iglesia luterana de la Santísima Trinidad, iglesia de estilo clásico de 1837 y uno de los pocos templos ecuménicos de Polonia.
- Sinagoga, de estilo renacentista.

### Cementerios
- Cementerio judío de Kielce, fundado en 1868. Fue devastado por los alemanes durante la Segunda Guerra Mundial y utilizado para realizar ejecuciones periódicas de polacos y judíos. En 1946 se enterró allí a las víctimas del pogromo.
- Cementerio viejo de Kielce, cuya fecha de construcción se desconoce con exactitud, pero se cree que tuvo lugar entre 1801 y 1805. Se ideó para distintas confesiones cristianas.

## Cultura y espectáculos

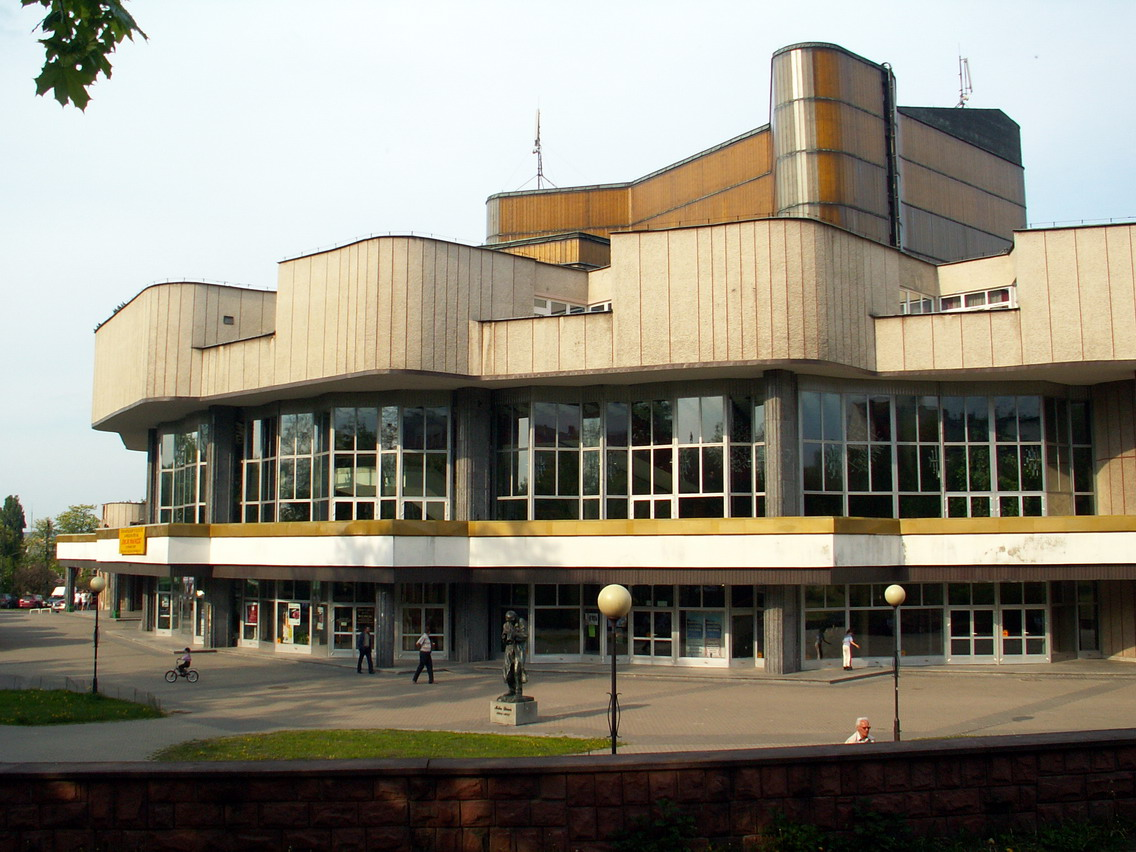
Centro cultural de Kielce.

### Museos
- Museo Diocesano, con obras de arte pertenecientes a la diócesis de Kielce
- Museo de los Juguetes y del Juego
- Museo Stefan Żeromski
- Museo de la Historia de Kielce

### Cines
- Multikino, sala multicine que se encuentra en el centro comercial Galería Korona.
- Cine Helios, sala multicine situada en Galería Echo.

### Teatros
- Teatro Stefan Żeromski
- Grupo teatral "Kubuś"

### Centros culturales
- Centro cultural de Kielce
- Casa de la Cultura de Kielce

## Centros comerciales
- Galería Echo
- Galería Korona

## Transportes

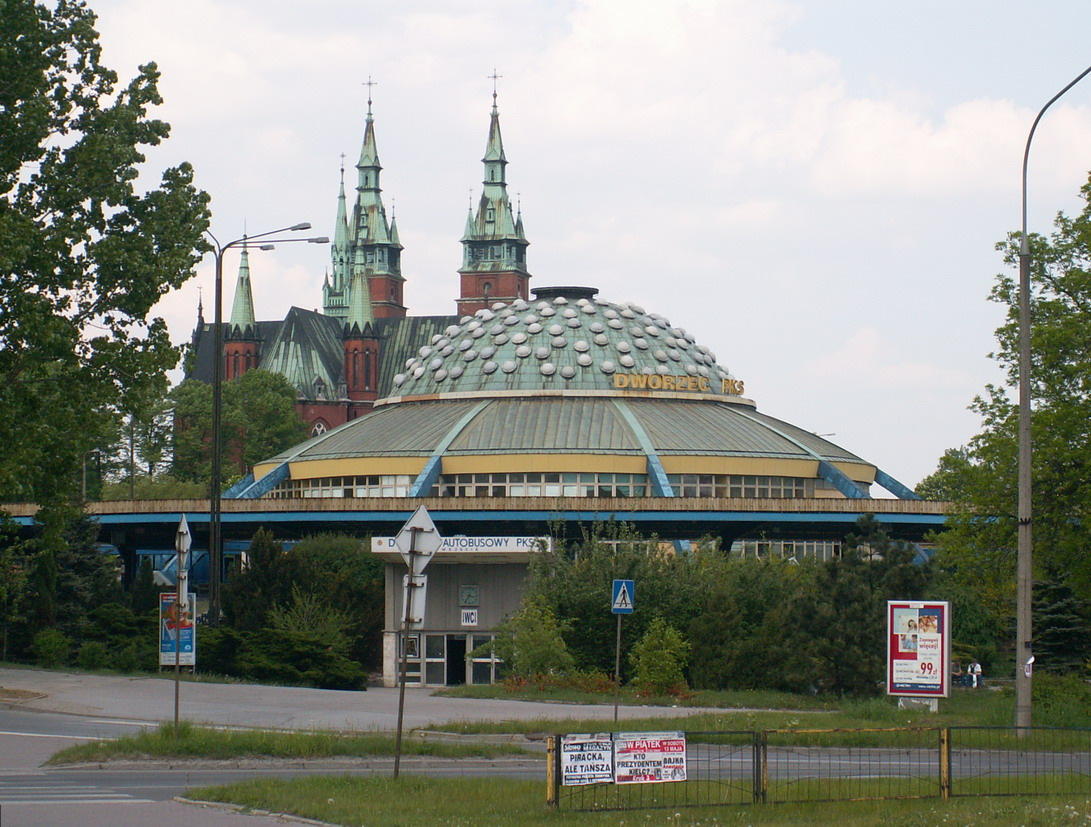
Estación de autobús de Kielce. Al fondo se encuentra la iglesia de la Santa Cruz, de estilo neogótico.

Kielce cuenta con una estación de tren y otra de autobús que la comunican con otras ciudades de Polonia, como Varsovia, Cracovia o Częstochowa. El servicio de ferrocarriles está operado por la empresa PKP, y el de autobuses por la empresa PKS.
La estación de autobús, que data de los años 1980, es notable por su diseño en forma de platillo volante, aunque en los últimos años se está deteriorando por falta de mantenimiento. Los representantes de la empresa concesionaria han declarado no tener ningún interés en invertir dinero en la conservación del edificio.
Existe asimismo un servicio municipal de transportes gestionado por la Autoridad Municipal de Transporte.

## Naturaleza
En la ciudad se encuentra parte del parque paisajístico de Chęciny-Kielce, que cuenta con cinco reservas naturales:
- Reserva natural de Biesak-Białogon
- Reserva natural de Karczówka
- Reserva natural de Kadzielnia, una cantera utilizada para rodar películas del oeste.
- Reserva natural de Ślichowice
- Reserva natural de Wietrznia, que lleva el nombre del geólogo Zbigniew Rubinowski.

## Educación
Kielce cuenta con varias universidades, entre las que se encuentran:
- Universidad Jan Kochanowski (en polaco: Uniwersytet Jana Kochanowskiego)
- Universidad Politécnica de Santa Cruz (en polaco: Politechnika Świętokrzyska; en inglés: Kielce University of Technology)

## Deportes
El deporte estrella en Kielce es el fútbol, representado en la Ekstraklasa (Primera División) de la liga polaca de fútbol por el Korona Kielce Club de Fútbol.
El equipo local de balonmano, el Vive Kielce, es uno de los equipos más exitosos de la liga polaca con 11 títulos de liga, todos ellos conseguidos a partir de 1993.